# Суверенный совет Судана
Суверенный совет Судана — орган власти, исполнявший функции главы государства с 20 августа 2019 года. Создан в соответствии с проектом Конституционной декларации от августа 2019 года, принятой Переходным военным советом Судана с одной стороны и Альянсом за свободу и перемены с другой. В соответствии со статьёй 10 пункт b проекта Конституционной декларации, Совет состоит из пяти гражданских лиц, выбранных Альянсом за свободу и перемены (АСП), пяти военнослужащих, выбранных Переходным военным советом (ПВС), и гражданского лица, выбранного по соглашению между АСП и ПВC. Председателем в течение первых 21 месяца является военнослужащий Абдель Фаттах аль-Бурхан, а в течение оставшихся 18 месяцев председателем должен быть гражданский член в соответствии со статьей 10 пункт c.

## Предыстория
После продолжающихся с декабря 2018 года протестов и гражданского неповиновения и перехода президентства от Омара аль-Башира к Переходному военному совету (ПВС) в апреле 2019 года в результате переворота, ПВС и АСП заключили Политическое соглашение от июля 2019 года. В августе сторонами конфликта был принят проект Конституционной декларации от 2019 года, в статьях 9 и 10 которой указывается, что роль главы государства передаётся Суверенному совету.

## Состав
| Имя                             | Деятельность/должность                                                                   | Сторона                                     | Даты членства          |
| ------------------------------- | ---------------------------------------------------------------------------------------- | ------------------------------------------- | ---------------------- |
| Абдель Фаттах аль-Бурхан        | Председатель Суверенного совета                                                          | Переходный военный совет (ПВС)              | С 20 августа 2019 года |
| Мухаммад Хамдан «Хамидти» Дагло | Председатель Высшего комитета по чрезвычайным экономическим ситуациям, генерал-лейтенант | ПВС                                         | С 20 августа 2019 года |
| Ясир аль-Атта                   | Генерал-лейтенант                                                                        | ПВС                                         | С 20 августа 2019 года |
| Шамс ад-Дин Хаббаши             | Военный                                                                                  | ПВС                                         | С 20 августа 2019 года |
| Ибрагим Джабир Карим            | Военный                                                                                  | ПВС                                         | С 20 августа 2019 года |
| Аиша Муса эль-Саид              | активист движения «Инициатива против притеснения женщин»                                 | Альянс «За свободу и перемены» (АСП)        | С 20 августа 2019 года |
| Сиддиг Тауэр                    | Член партии Баас                                                                         | АСП                                         | С 20 августа 2019 года |
| Мохамед аль-Факи Сулейман       |                                                                                          | АСП                                         | С 20 августа 2019 года |
| Хасан Шейх Идрис                |                                                                                          | АСП                                         | С 20 августа 2019 года |
| Мухаммед Хасан Осман аль-Таиши  | активист Ассоциации Суданских Профсоюзов (SPA)                                           | АСП                                         | С 20 августа 2019 года |
| Раджа Никола                    | Член суданской общины коптов                                                             | гражданский по согласованию между АСП и ПВС | С 20 августа 2019 года |

## Полномочия
В статье 11 пункт а перечислены 17 политических полномочий, которыми обладает Совет, включая назначение премьер-министра, утверждение руководителей определённых государственных органов, право объявлять войну или чрезвычайное положение, а также подписывать и ратифицировать национальные и международные соглашения.

## Принятие решений
В соответствии со статьёй 11 пункт c — Совет принимает решения консенсусом, либо, когда консенсус невозможен, большинством в две трети (восемь членов).

## Роспуск
Совет был распущен в результате военного переворота 25 октября 2021 года.